# Saviour
Saviour — перший студійний альбом англійської групи Antimatter, який був випущений 4 вересня 2001 року.

## Композиції
1. Saviour - 3:07
2. Holocaust - 4:27
3. Over Your Shoulder - 4:40
4. Psalms - 3:41
5. God Is Coming - 5:28
6. Angelic - 4:34
7. Flowers - 5:11
8. The Last Laugh - 5:06
9. Going Nowhere - 7:59

## Склад
- Дункан Паттерсон - бас-гітара, акустична гітара, електрогітара, клавішні
- Майкл Мосс - бас-гітара, акустична гітара, електрогітара, клавішні, вокал
- Мішель Річфілд - вокал
- Хейлі Віндсор - вокал
- Магне - соло-гітара